# Robert Lange (Radsporttrainer)

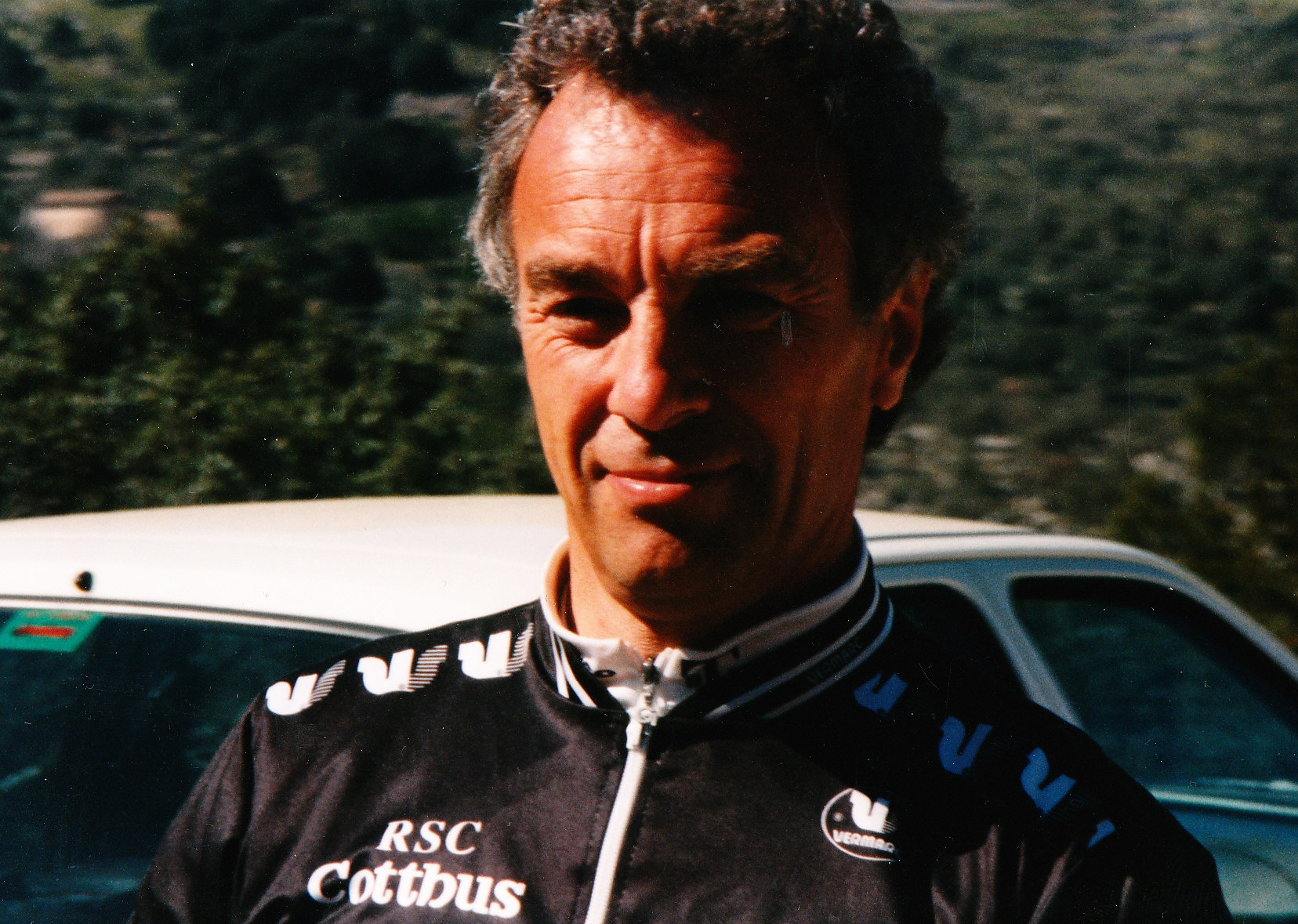
Robert Lange (1997)

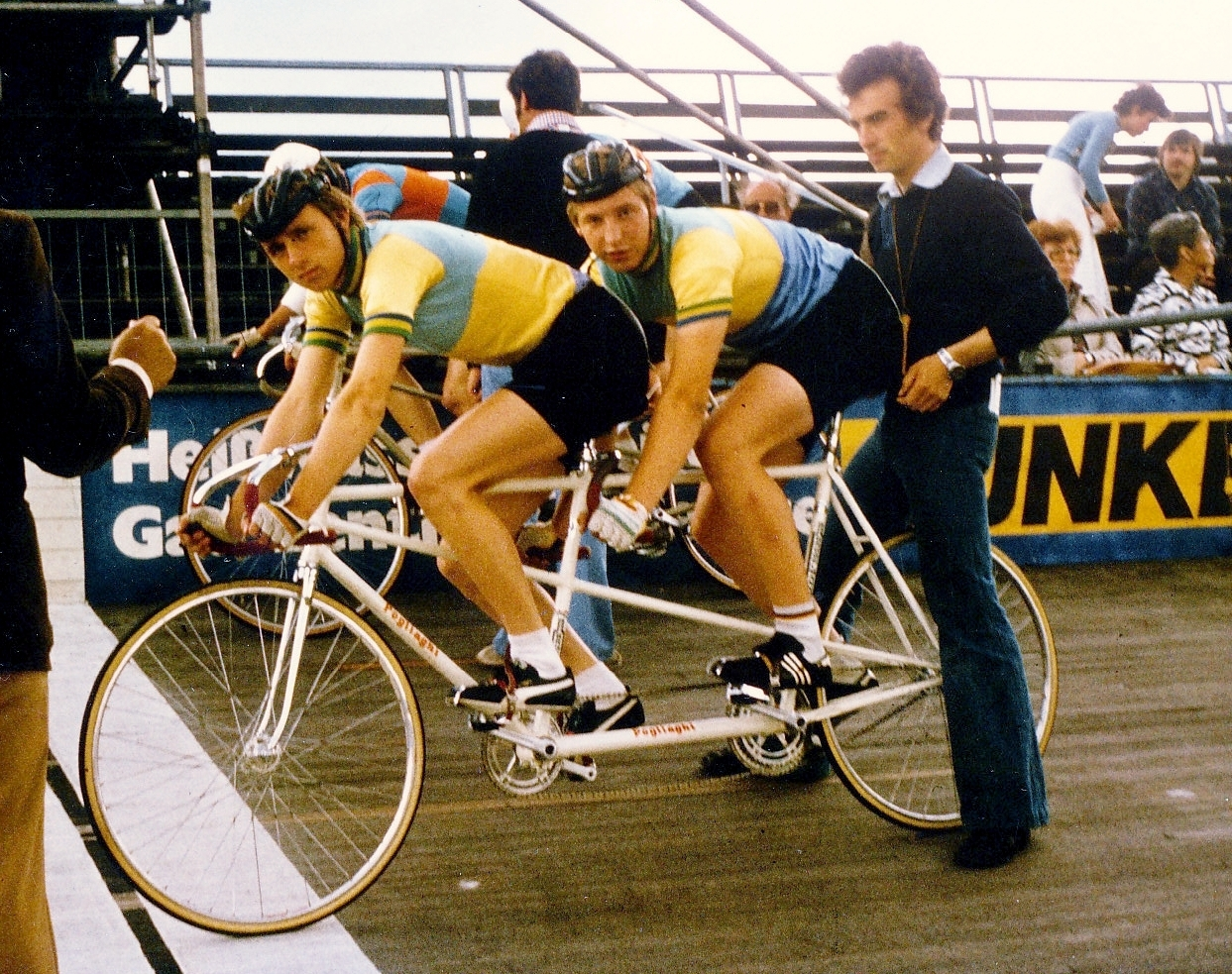
Lange (r.) bei den Deutschen Bahnmeisterschaften 1978 in Stuttgart, Start des Tandems mit Andreas Urnauer und Jupp Kristen

Robert Lange (* 16. Oktober 1947 in Frankfurt; † 7. März 2000 in Palma) war ein deutscher Radrennfahrer und Radsporttrainer.
Robert Lange, ein gelernter Maschinenbau-Techniker, war dreimal Deutscher Vize-Meister im Zweier-Mannschaftsfahren. Ab 1970 gehörte er der Amateur-Nationalmannschaft des Bundes Deutscher Radfahrer an. Von 1974 bis zu seinem Karriere-Ende 1979 fuhr er auch Steherrennen.
Von 1984 an gehörte Lange zum Trainerstab des Bundes Deutscher Radfahrer. 1997 übernahm er die Trainingsleitung für die Elite-Ausdauerfahrer auf der Bahn und führte den deutschen Bahnvierer sowie Robert Bartko in der Einerverfolgung bei den UCI-Bahn-Weltmeisterschaften 1999 in Berlin zur Goldmedaille.
Im März 2000 wurde Robert Lange bei einer abendlichen Ausfahrt mit seinem Assistenztrainer Peter Müller auf Mallorca frontal von einem Auto erfasst und starb wenig später im Krankenhaus. Müller erlitt einen Schock.
Zur Erinnerung an Robert Lange trägt die U23-Mannschaft seines Heimatverein RV Sossenheim den Namen „Team Espoirs Robert Lange“. Jedes Jahr wird an Fronleichnam in Sossenheim das „Robert-Lange-Gedächtnisrennen“ ausgetragen.